# Iransko-izraelski odnosi
|      |        |
| Iran | Izrael |

Iran i Izrael nemaju formalne diplomatske odnose od 1979. godine, a moderni odnosi su neprijateljski. Odnosi Irana i Izraela bili su srdačni većim dijelom Hladnog rata, ali su se pogoršali nakon Iranske revolucije 1979. godine i otvoreno su neprijateljski raspoloženi od kraja Zaljevskog rata 1991. godine. Sadašnja iranska vlada ne priznaje legitimnost Izraela kao države i poziva na njegovo uništenje; Palestinu smatra jedinom legitimnom vladom povijesnih palestinskih teritorija. Izrael smatra Iran prijetnjom stabilnosti Bliskog istoka i ciljao je na iransku imovinu u atentatima i zračnim napadima.
Godine 1947. Iran je bio među 13 zemalja koje su glasale protiv Plana podjele Ujedinjenih naroda za britanski mandat Palestine. Dvije godine kasnije, Iran je također glasao protiv prijema Izraela u Ujedinjene narode. Međutim, Iran je bio druga muslimanska zemlja koja je priznala Izrael kao suverenu državu nakon Turske. Nakon državnog udara 1953. godine, kojim je prozapadni vođa Mohammad Reza Pahlavi ponovno postavljen na mjesto iranskog šaha, odnosi između dviju zemalja značajno su se poboljšali. Nakon Iranske revolucije - u kojoj je Pahlavi svrgnut, a iransku sekularnu monarhiju zamijenila je antizapadna islamska republika - Iran je prekinuo diplomatske i trgovinske veze s Izraelom, iako su se odnosi prikriveno nastavili tijekom Iransko-iračkog rata (1980. – 1988.).
Od 1985. godine Iran i Izrael su u posredničkom sukobu koji je uvelike utjecao na geopolitiku Bliskog istoka. Prelazak s hladnog mira na otvoreno neprijateljstvo započeo je početkom 1990-ih, nedugo nakon raspada Sovjetskog Saveza i poraza Iraka u Zaljevskom ratu. Vlada izraelskog premijera Yitzhaka Rabina zauzela je agresivniji stav prema Iranu, a iranski predsjednik Mahmoud Ahmadinejad davao je zapaljive izjave protiv Izraela. Drugi čimbenici koji doprinose eskalaciji napetosti uključuju iranski nuklearni program, iransko financiranje islamističkih skupina poput Hezbollaha, Palestinskog islamskog džihada, Hamasa i Hutija te iransko sudjelovanje u napadima poput bombardiranja izraelskog veleposlanstva u Buenos Airesu 1992. i bombardiranja AMIA-e 1994., kao i izraelske prijetnje vojnom akcijom.
Iranske i izraelske organizacije bile su uključene u izravne vojne sukobe, poput Libanonskog rata 2006. Iran i Izrael pružili su podršku suprotstavljenim frakcijama u sirijskom i jemenskom građanskom ratu te provodili kibernetičke napade i sabotaže na međusobnu infrastrukturu, uključujući napade na nuklearna postrojenja i tankere za naftu. Iranski posrednički sukob sa Saudijskom Arabijom doveo je do neformalnog saveza između Izraela i arapskih država. Godine 2024., usred rastućih regionalnih napetosti koje proizlaze iz rata u Gazi, napetosti između Irana i Izraela eskalirale su do razdoblja izravnog sukoba; obje strane izvele su raketne napade jedna na drugu, a Izrael je ubio mete u Iranu i Siriji. Godine 2025. Izrael je izveo napade na iranske nuklearne i vojne ciljeve dan nakon što je IAEA izjavila da je Iran prekršio svoje obveze u vezi s nuklearnom profilacijom.